# Roulette (DC Comics)
Roulette, il cui vero nome è Veronica Sinclair, è un personaggio dei fumetti DC Comics, una supercriminale nemica della Justice Society of America.

## Biografia del personaggio
La nonna di Roulette era una criminale della Golden Age con lo stesso nome, che dirigeva un normale casinò e che combatté contro Mr. Terrific, ed ebbe una relazione con suo fratello Ned. Sia Ned che Roulette furono collegati alla storia di Mr. Terrific, ma non comparirono nelle sue avventure originali. Il suo casinò ("La Casa") era un'arena da gladiatori super umana, che catturava gli eroi con la tecnologia teleportante simile a quella delle sfere-T di Michael Holt, e li costringeva a combattersi, mentre numerosi supercriminali scommettevano sugli incontri.
Nel suo debutto, catturò la maggior parte dei membri della corrente Justice Society e li costrinse a battersi tra di loro; Mr. Terrific e Dottor Mid-Nite furono costretti a giocare una partita di scacchi dove il perdente sarebbe stato sottoposto ad elettroscarica; Sand e Hawkman dovevano trovare Hawkgirl mentre erano infetti da un virus letale ad alta velocità di infezione (di cui Kendra aveva l'antidoto, ma in quantità sufficiente per uno solo di loro); mentre Black Adam dovette scontrarsi con Atom Smasher.
Tuttavia, riuscirono tutti a fuggire alle loro trappole. Lo scontro tra Black Adam e Atom Smasher durò abbastanza da fare smaltire loro le droghe per il controllo mentale usate su di loro per alzare l'ostilità verso il proprio avversario; Sand rimase nella sua forma rocciosa per bloccare la diffusione del virus finché Dottor Mid-Nite non trovò una cura; e Mr. Terrific e Dottor Mid-Nite riuscirono a pareggiare una partita sulla scacchiera così che la poterono distruggere mentre il gioco si resettava. Tuttavia, Roulette riuscì a teletrasportarli prima che riuscissero a catturarla.
Un muro di eroi caduti fu l'unica indicazione di tutti gli eroi della DC Comics che furono uccisi in battaglia nella "Casa". I nomi includevano Firebrand, Impala, Maxi-Man, Ram dei Nuovi Guardiani, Flyboy e l'Ibrido (meno Pteradon).
Roulette e "La Casa" ricomparvero in Formerly Known as The Justice League, in cui catturò i Super Amici. Il programma subliminale che preveniva l'evasione degli eroi fallì su Fire, in quanto la sua lingua nativa è il portoghese, e riuscì così a liberare gli altri. Quando tutto ciò fu fatto a Mary Marvel che tolse il chip dalla testa del suo aggressore a causa dello stress estremo, Roulette decise di nominarli vincitori e li teleportò via.

### Post-Crisi Infinita/Un anno dopo
Comparve in JSA Classified n. 19 (febbraio 2007). Dottor Mid-Nite si infiltrò nel suo club di lotta in cerca di informazioni riguardo ad un presunto traffico di organi. Roulette decise di dargli tutte le informazioni che voleva solo se avesse battuto la sua guardia del corpo a braccio di ferro. Vi riuscì, utilizzando la sua conoscenza dei nervi e le loro debilitazioni, e sebbene lei sentisse che il supereroe l'avesse "imbrogliata", gli diede il nome di una modella che si fece impiantare le ali chirurgicamente. Dopo che Dottor Mid-Nite se ne andò, chiamò il proprietario della clinica chirurgica, che poi si scoprì essere Delores Winters, e le disse dell'investigazione dell'eroe a proposito degli impianti e delle operazioni.
Roulette ricomparve in The Brave and the Bold n. 1 (2007), con il guanto di Firebug, tentando di distruggere il favoloso Libro del destino, finché un criminale alieno con una grande quantità di armi glielo rubò; si pensò che aveva una relazione con il ladro del Libro, e che lei lo avesse letto. Tutto ciò fu troppo per la sua mente, dato che aveva avuto così tante informazioni sul futuro che il suo cervello non riuscì a sopportarlo.
Da lì in poi non comparve più: però, il suo club di combattimento fu sostituito dal Dark Side Club, simile nel ruolo ma con scopi diversi: sempre coinvolgendo incontri tra metaumani di fronte ad un pubblico pagante, il nuovo club raccoglieva i vincitori per creare una piccola armata metaumana, mentre Roulette non sembrò mai avere simili intenzioni.
Nella storia Royal Pain di Justice League of America vol. 2, Roulette fece un gioco con Amos Fortune. Ognuno di loro giocava con delle carte che rappresentavano sia i membri della Justice League che della Banda della Scala Reale. Lei sembrò lavorare - forse indipendentemente dalla sua volontà - sotto La Chiave ed il suo maestro sconosciuto.

## Poteri e abilità
Roulette non possiede nessuna abilità sovrumana, ma si serve della bellezza ed abilità di cui è dotata per raggiungere i propri scopi, ovvero soldi e gioielli. È anche un genio nel calcolo delle probabilità e delle scommesse. Roulette possiede un cane robot da guardia, dispositivi automatici di sicurezza, una serie di trappole mortali, e almeno un metaumano nel suo staff che possa negare ogni superpotere. Roulette è stata addestrata sin da bambina in varie arti marziali ed è un'abile combattente.

## Altri media

### Televisione
- In Justice League Unlimited, Roulette debuttò nell'episodio Il Gatto e il Canarino, dove faceva combattere Wildcat, che nell'episodio è il campione imbattuto dell'arena, contro combattenti in costume nel suo Meta-Brawl. Il ring di combattimento aumentava la sfiducia dei civili nei metaumani, come si nota dalle acclamazioni del pubblico per i non-meta come Wildcat e le umiliazioni urlate ai metaumani. Freccia Verde e Black Canary si confrontarono direttamente con il Meta-Brawl. Furono costretti a combattere contro alcuni partecipanti allo scontro, inclusi Sportsmaster, Bloodsport, l'Electrocutioner, Atomic Skull, Hellgrammite, Tracer, Evil Star, e Amygdala. Nell'episodio "Grudge Match" della quinta stagione, Roulette aggiornò la premessa del Meta-Brawl per risanare i bassi profitti. Utilizzò la tecnologia per il controllo mentale della Società segreta dei supercriminali di Lex Luthor per fare il lavaggio del cervello ai membri femminili della League (comprese Vixen, Fire, Hawkgirl, Wonder Woman, e Black Canary) per creare una nuova immagine di "Glamour Slam". Il torneo fu distrutto e le eroine salvate dagli sforzi combinati di Canary e della Cacciatrice. Alla fine, Roulette e Sonar furono arrestati.
- Steph Song recitò il ruolo di Roulette nell'episodio Roulette della nona stagione della serie televisiva Smallville. Il suo nome è Victoria Sinclair sebbene sia di origini asiatiche. Come la sua controparte dei fumetti, non possiede nessun superpotere ma è un'abile attrice e artista marziale. Fu assunta da Chloe Sullivan per sottoporre Oliver Queen ad una serie di giochi e sfide per convincerlo a riprendere la sua attività come Freccia Verde. Nell'ultimo dei test, Roulette vestì Lois Lane con un cheongsam rosso, facendo quasi in modo che Oliver uccidesse Lois a vista. Sebbene Roulette avesse minacciato Lois di sua iniziativa, era essenzialmente un mercenario che portava a termine la missione per cui era pagata, a differenza della sua controparte dei fumetti.